# Ángel Marcos
Pour les articles homonymes, voir Marcos.
Ángel Marcos est un joueur et entraîneur de football argentin, né le 7 avril 1943 à Buenos Aires (Argentine).

## Biographie
Il évolue en tant que joueur, au poste d'attaquant, c'est un droitier d'1,74 m pour 72 kilos. 
Il joue d'abord en Argentine, au Club Ferro Carril Oeste de 1953 à 1966, puis à Chacarita Juniors, puis en France, détecté à la suite de deux matchs amicaux de l'équipe d'Argentine contre l'équipe de France en janvier 1971.
Il est alors recruté par le FC Nantes. Il marque 20 buts en championnat lors de la saison 1971-72. En 1972-1973, il devient champion de France avec le FC Nantes sous la houlette du mythique entraineur José Arribas.
Il quitte ensuite Nantes pour jouer à l'US Toulouse. À la fin de sa carrière, il totalise 7 sélections avec l'équipe d'Argentine.
Il prend sa retraite de joueur en 1978 pour n'être plus qu'entraîneur, fonction qu'il occupait déjà depuis 1977 avec l'US Toulouse, où il était alors entraîneur-joueur. 
Il entraîne plusieurs clubs, notamment les Chamois niortais, où il est nommé entraîneur de l'année de D2, avant d'arriver à Lorient en août 2001 et de prendre en charge l'équipe première du FC Nantes en 2002.
Il dirige Nantes en L1, au cours de 53 matchs, pour un bilan de 25 victoires, 10 nuls et 18 défaites. Sa tactique préféré est un 3-4-1-2 assez offensif.
Il est, durant quelques années, consultant pour le groupe de médias de L'Équipe et occupe en outre, un temps, des fonctions de conseiller technique au sein du club de football de National des Chamois niortais.

## Carrière

### Joueur
- 1962-1966 :  Ferro Carril Oeste
- 1966-1971 :  Chacarita Juniors
- 1971-1975 :  FC Nantes (99 matchs - 39 buts)
- 1975-1978 :  US Toulouse

### Entraîneur
- 1977-1978 :  US Toulouse
- 1984-1989 :  Petrosport FC
- 1990-1993 :  ES La Rochelle
- 1993-1994 :  Ismaily SC
- 1994-1995 :  Al-Aïn FC
- 1996-1997 :  Ismaily SC
- oct. 1999-2001 :  Chamois niortais
- août 2001-janvier 2002 :  FC Lorient
- janvier 2002-2003 :  FC Nantes
- février 2008- :  Chamois niortais (Conseiller sportif)

## Palmarès

### Joueur
- Champion d'Argentine en 1969 avec le Chacarita Juniors
- Champion d'Argentine de D2 en 1963 avec le Ferro Carril Oeste
- Champion de France en 1973 avec le FC Nantes
- Finaliste de la Coupe de France en 1973 avec le FC Nantes
- Champion de France de Division 3 en 1974 avec la réserve du FC Nantes
- Équipe d'Argentine : 7 sélections, 1 but
- Élu meilleur joueur du championnat d'Argentine en 1969

### Entraîneur
- Vainqueur de la Coupe du Gabon en 1989 le Petrosport FC
- Champion d'Égypte en 2004 avec l'Ismaily SC
- Élu entraîneur de l'année de Division 2 en 2000 avec les Chamois Niortais